# Simulium aureonigrum
Simulium aureonigrum är en tvåvingeart som beskrevs av M. Josephine Mackerras 1950. Simulium aureonigrum ingår i släktet Simulium och familjen knott. Inga underarter finns listade i Catalogue of Life.